# ジョーサン・マクギボン
ジョーサン・マクギボン（Josann McGibbon）は、アメリカ合衆国の脚本家。

## 作品
- スターター・ワイフ
- プリティ・ブライド
- ブラッド・ピットのヒミツのお願い
- スリーメン&リトルレディ
- 3人の婚約者